# لانتانا أوكامبية
لانتانا أوكامبية (الاسم العلمي:Lantana ukambensis) هي نوع من النباتات تتبع جنس اللانتانا من الفصيلة اللويزية.